# Koroška Trail
De Koroška Trail (Sloveens: Koroška planinska pot, KPP) is een langeafstandswandelpad in de regio Koroška in Slovenië. Het rood bewegwijzerde pad is 230 kilometer lang en loopt over de hellingen van de Mežica-, Drava- en Mislinje-vallei. Het pad verbindt verschillende bergmassieven (de Karawanken, Savinjska-Alpen).